# ميفينوكسالون
ميفينوكزالون (بالإنجليزية: Mephenoxalone)‏ هو مرخيات عضلات ومضاد قلق خفيف. يثبط النقل العصبي وهذا من شأنه أن يؤدي إلى استرخاء عضلي هيكلي عن طريق تثبيط المنعكس من قوس العضلات الهيكلية. بالإضافة لأثره المرخي للعضلات، فإن ميفينوكزالون يؤثر على الحالة العقلية وأيضا لعلاج العصبية والقلق.